# Simulation Theory
Albums de Muse
Drones
(2015) Will of the People
(2022)
Singles
1. Dig Down
Sortie : 18 mai 2017
2. Thought Contagion
Sortie : 15 février 2018
3. Something Human
Sortie : 19 juillet 2018
4. The Dark Side
Sortie : 30 août 2018
5. Pressure
Sortie : 27 septembre 2018
6. Get Up And Fight
Sortie : 11 mai 2021

Simulation Theory (prononcé : [sɪmjʊleɪʃən θɪəɹi]) est le huitième album studio du groupe britannique Muse sorti le 9 novembre 2018 produit entre autres par Rich Costey (Absolution, Black Holes and Revelations et Drones), Shellback et le rappeur Timbaland. L'album est écrit entre Londres au Royaume-Uni et Malibu en Californie. Il est le successeur de l'album Drones paru en 2015. Cinq singles ont été dévoilés avant la sortie de l'album, tous accompagnés d'un clip vidéo.
L'album est un hommage référence à la culture populaire des années 1980. Tout l'univers visuel et les références culturelles se rapportent explicitement à cette décennie, films, séries, artistes musicaux, sagas d'anticipation. Ainsi, les vidéos rendent hommage par exemple à Michael Jackson et Thriller (1983) dans le clip de Thought Contagion mais également à Retour Vers le Futur (1985) et Footloose (1984) dans Pressure. De nombreux éléments utilisés rappellent également cela comme la voiture utilisée dans Something Human et The Dark Side, les VHS, les jeux d'arcade, etc. Le groupe allie cet univers rétro avec les technologies actuelles, voire futures, comme les hologrammes, la réalité virtuelle, etc.
Toutes les pistes de l'album (à l’exception de Blockades et Get Up and Fight) ont été enregistrées en version alternative sur l'édition vinyle Super Deluxe de l'album. Huit des onze chansons sont accompagnées d'un clip vidéo, l'idée du groupe étant de réaliser un long métrage dont les morceaux sont la bande originale de la vidéo, à l'instar du film The Wall de Pink Floyd en 1982. Toutes ces vidéos ont été réalisées par le californien Lance Drake. La pochette de l'album pensée comme une affiche de film appuie le concept de ce projet de long métrage musical. Le jour de la sortie de l'album, 19 vidéos sont publiées sur le site du groupe, comprenant notamment les vidéos déjà publiées puis de nombreuses vidéos de paroles au style visuel de cassettes VHS.

## Développement
Le leader Matthew Bellamy explique vouloir arrêter les albums concepts afin de s'exprimer de manière plus spontanée. Il évoque pour la première fois le huitième album en septembre 2015. Dig Down, le premier extrait de l'album est publié en mai 2017, soit un an et demi avant la sortie de l'album,.
Lors de leur concert promotionnel à La Cigale à Paris en février 2018, sur RTL2, Bellamy déclare qu'il souhaite produire un morceau avec Timbaland (Propaganda) et annonce également la sortie du second extrait de l'album, Thought Contagion.
Le 12 juillet 2018, lors de la diffusion au cinéma du Drones World Tour, le groupe annonce la sortie du troisième extrait de l'album intitulé Something Human pour le 19 juillet, soit le jeudi suivant. Le lendemain, Matthew Bellamy poste une vidéo de 2 minutes sur les réseaux sociaux en dévoilant un extrait acoustique du morceau,. La version acoustique complète sera, elle, présente sur la version Deluxe de l'album. 
Le nom de l'album est dévoilé le 19 juillet 2018 dans le clip promotionnel du single Something Human. Il s'agit donc du titre Simulation Theory, titre visible sur une cassette vidéo que l'on peut apercevoir au début du clip. Un premier clin d’œil avait déjà été fait dans la vidéo précédente, Thought Contagion, où, sur une cassette audio cette fois, est inscrit à la main le titre Emotionality Rush qui une anagramme de Simulation Theory[source insuffisante].  
Le cinquième single de l'album est intitulé Pressure et sort le 27 septembre 2018 après une promotion énigmatique sur Twitter. Le morceaux est joué pour la première fois en septembre 2018 sur le plateau de l’émission Taratata avec une reprise de Hungry Like the Wolf du groupe britannique Duran Duran. Pressure fuite dans la soirée du 24 septembre, lors du passage du groupe dans l'émission.
Nommé une année de plus pour les NRJ Music Awards 2018, et pour soutenir la sortie de leur album sorti la veille, le groupe se produit sur le plateau de l’émission le 10 novembre 2018 pour la première fois. Ils avaient déjà été nommés à plusieurs reprises mais n'avait jamais fait le déplacement.

## L'album

### Artworks (album et singles)
Après Storm Thorgerson (Pink Floyd) pour Absolution et Black Holes and Revelations, La Boca pour The Resistance et Matt Mahurin pour Drones, l'artwork a été réalisé par Kyle Lambert, auteur des visuels de Stranger Things, Jurassic Park ou encore Jumanji. Il se présente sous la forme d'une affiche de cinéma rétro à l'image du film Ready Player One ou encore Stranger Things. Il est dévoilé officiellement le 30 août 2018 avec le titre de l'album et la liste des pistes, lors de la publication du quatrième extrait The Dark Side.
L'affiche représente les trois membres du groupe posant comme les personnages principaux d'un film, au milieu de l'affiche. Christopher Wolstenholme et Dominic Howard en policiers armés. Dessous sont représentés côte à côte les autres personnages figurant dans les différents clips de l'album. De gauche à droite, les zombies de Thought Contagion, Terry Crews en Ghostbuster dans le clip de Pressure, au centre, l’athlète Lauren Wasser dans Dig Down, et enfin Matthew Bellamy en loup-garou dans Something Human. Sur la droite, les véhicules de la course poursuite de Something Human. Des caractères chinois en néons roses sont inscrits au-dessus : 三难困境, pouvant se traduire par "trilemme" ou plus précisément ''L'impossible Trinité", le triangle d'incompatibilité, une théorie développée par Robert Mundell et Marcus Fleming dans les années 1960 selon laquelle l'issue d'une situation à trois issues ne peut aboutir qu'à l'union de deux d'entre elles. Au-dessus flotte un vaisseau spatial.
Une version alternative de l'artwork a été réalisée par Paul Shipper, auteur des affiches de Ready Player One, Star Wars, épisode VIII ou Blade Runner 2049 pour l'édition vinyle Super Deluxe.[réf. nécessaire]
Les visuels des trois premiers singles ont été réalisés par le graphiste californien Patrick McPheron (Interiorstate)[source insuffisante].

### Thèmes
Fidèle aux thèmes portant sur les technologies nouvelles ou futures, le groupe réitère cela avec Simulation Theory. En 2015, Muse sortait un album concept sur les drones comme métaphore de l'humain transformé en machine à tuer sans réfléchir. En 2018, l'album aborde le thème de l'hypothèse de simulation, basée sur la réalité simulée, hypothèse selon laquelle nous serions plongés en réalité dans un monde virtuel et non une réalité telle que nous l'imaginons, sujet philosophie et sciences cognitives dans un cadre futurologique, transhumaniste. L'album parle d'une fiction qui devient progressivement la réalité, un monde où la frontière entre le virtuel et la réalité serait floue.  
Matthew Bellamy déclare s’être inspiré de l’univers et des personnages d’Harry Potter pour le morceau Propaganda.

### Sonorités
Algorithm sonne comme la bande originale de Tron, réalisée par Daft Punk, un mélange de cordes et d’électro industriel.[source insuffisante] Les morceaux Dig Down et Something Human proposent un style musical pop et électronique.[réf. nécessaire]
Quant à Thought Contagion et The Dark Side le style rock est plus présent à l'instar des morceaux plus anciens du groupe. The Dark Side a des similitudes avec des morceaux comme Darkshines (Origin of Symmetry, 2001) ou encore la face-B Easily.[réf. nécessaire]
Propaganda et Pressure sont, quant à elles, plus heavy que les autres morceaux. Le rythme de Pressure est très soutenu avec un changement de solo de guitare toutes les 10 secondes. Une version alternative a été enregistrée avec l'orchestre de l'Université de Californie à Los Angeles. Get up and fight a été écrite avec Shellback. Il s'agit d'un morceau pop dans lequel la chanteuse suédoise Tove Lo fait les chœurs .

## Les vidéos
Un clip vidéo accompagnera chacun des onze morceaux de l'album. L'ensemble des 11 courts-métrages forment un récit unique centrée sur «le confinement numérique et l'évasion». Tout comme l’album, les vidéos ont pour thème la science-fiction et mettant l’accent sur l’esthétique et les effets visuels inspirés des années 1980. Elles ont été réalisées par le cinéaste américain Lance Drake entre 2017 et 2018. Cinq vidéos sont actuellement[Quand ?] disponibles. Les vidéos font références à plusieurs œuvres et artistes des années 1980 comme Michael Jackson ou Max Headroom par exemple.
- Dig Down : La première vidéo produite pour le projet était Dig Down parue en mai 2017 mettant en scène le mannequin et ancienne athlète américaine Lauren Wasser[27]. La jeune femme incarne un personnage luttant pour sa survie dans un monde dystopique et futuriste. Cette vidéo est une métaphore et un hommage à l'histoire du mannequin interprétant le rôle, amputée de la jambe droite en 2012[28] à cause du syndrome du choc toxique[29]. Il s'agit d'un message d'espoir désiré par Matthew Bellamy pour les gens souffrant de maux dans leur vie[30]. Ce dernier apparaît dans la vidéo à travers des téléviseurs à tube cathodique déguisé en Max Headroom, de la série américaine du même nom[26].
- Thought Contagion : La deuxième vidéo de l'album, Thought Contagion est publiée en février 2018. Elle fait référence à la vidéo Thriller de Michael Jackson parue en 1983. Elle met en scène une histoire d'amour entre un deux vampires. En janvier 2018, le groupe organise un casting pour les danseurs et les figurants de la vidéo[31]. Les prétendants devaient justifier d'un style atypique pour interpréter des punks "super edgy", tatoués et ayant des piercings si possible[31].
- Something Human : La troisième vidéo à paraître est Something Human en juillet 2018. Elle aborde de nombreuses références pop comme les arcades et les jeux vidéo, Micheal Jackson, Gorillaz ou encore la série actuelle Stranger Things. Elle se déroule tout d'abord sur une route californienne, dans un style très rétro-futuriste, ambiance déjà adoptée pour les deux premières vidéos de l'album. Elle met en scène Matthew Bellamy pilotant une voiture sportive lancée à vive allure. Il se donne pour objectif de rendre une cassette vidéo du nom de Simulation Theory. Se met en place par la suite, une course poursuite avec une voiture de la police avec à son bord, Dominic Howard et Christopher Wolstenholme, les deux autres membres du groupe, dans la peau de deux agents de police. Les personnages évoluent dans un univers visiblement numérique, mêlant les images réelles et les images d'animation. La poursuite continue dans une monde entièrement virtuel rappelant l’univers de Tron et Retour vers le futur. A la fin du court-métrage, le chanteur rend la cassette vidéo à la location de cassettes, Retrograde Vidéo, puis se retrouve transformé progressivement en loup-garou sous une pleine lune démesurée avant que les deux policiers ne réapparaissent dans une cabine téléphonique venant de nulle part, hommage à la série Docteur Who. Le fugitif reprend calmement la route après avoir disparu de cet univers parallèle.[réf. nécessaire]
- The Dark Side : La quatrième vidéo est publiée le 30 août 2018. Il s'agit de The Dark Side. La vidéo commence à l'image sur laquelle Something Human se termine[32]. Les premières secondes sont d'ailleurs reprises. Elle montre Matthew Bellamy traversant un paysage dystopique, peuplé de robots géants à l'image de jeux vidéo[33].
- Pressure : La cinquième vidéo est publiée le 27 septembre 2018. Il s'agit de Pressure Elle met en scène notamment l'acteur Terry Crews. Cette vidéo fait allusion à de nombreuses références de films des années 80[réf. nécessaire].
- Algorithm : La sixième vidéo sort le 9 novembre 2018 pour la sortie de l'album.
- Break It to Me : La septième vidéo sort le 9 novembre 2018 pour la sortie de l'album.
- Blockades : La huitième vidéo sort le 9 novembre 2018 pour la sortie de l'album.

## Formats de l'album
La liste des titres est dévoilée le 30 août 2018 lors de l'annonce officielle de l'album. L'album contient une base commune de 11 morceaux inédits puis 5 à 10 versions alternatives des morceaux de l'album selon la version. Les versions alternatives sont des versions acoustiques, des lives, des remixes, version orchestrale ou instrumentale.
L'album sort en plusieurs format :
- CD Standard, 11 titres
- CD Deluxe, 16 titres
- Vinyle, 11 titres (2 faces)
- Cassette, 11 titres (2 faces)
- Coffret Super Deluxe, 21 titres (2 CD, 2 Vinyles, booklet, images papier)
- Numérique, 16 titres[35]
- Streaming (Spotify, Deezer, Apple Music...), 21 titres

## Liste des pistes
| 1.    | Algorithm         | 4:05 |
| 2.    | The Dark Side     | 3:47 |
| 3.    | Pressure          | 3:55 |
| 4.    | Propaganda        | 3:00 |
| 5.    | Break It to Me    | 3:37 |
| 6.    | Something Human   | 3:46 |
| 7.    | Thought Contagion | 3:26 |
| 8.    | Get Up and Fight  | 4:04 |
| 9.    | Blockades         | 3:50 |
| 10.   | Dig Down          | 3:48 |
| 11.   | The Void          | 4:44 |
| 42:12 |                   |      |

| 12. | Algorithm (Alternate Reality Version)     | 3:32 |
| 13. | The Dark Side (Alternate Reality Version) | 3:54 |
| 14. | Propaganda (Acoustic Version)             | 2:58 |
| 15. | Something Human (Acoustic Version)        | 3:46 |
| 16. | Dig Down (Acoustic Gospel Version)        | 3:57 |

| 1.  | Algorithm (Alternate Reality Version)          | 3:32 |
| 2.  | The Dark Side (Alternate Reality Version)      | 3:54 |
| 3.  | Pressure (feat. UCLA Bruin Marching Band)      | 4:04 |
| 4.  | Propaganda (Acoustic Version)                  | 2:58 |
| 5.  | Break It to Me (Sam De Jong Remix)             | 3:08 |
| 6.  | Something Human (Acoustic Version)             | 3:46 |
| 7.  | Thought Contagion (Live)                       | 4:08 |
| 8.  | Dig Down (Acoustic Gospel Version)             | 3:57 |
| 9.  | The Void (Acoustic)                            | 4:34 |
| 10. | The Dark Side (Alternate Reality Instrumental) | 2:53 |

## Tournée promotionnelle 2019 deSimulation Theory
Les premières villes de la tournée promotionnelle de Simulation Theory sont dévoilées le 27 septembre 2018 lors de la publication du single Pressure. La tournée complète avec les dates est dévoilée quant à elle le 5 novembre sur le site officiel. Elle aura lieu en 2019 et sera divisée en deux parties principales; une première tournée nord-américaine de 19 villes avec une première date à Los Angeles le 19 janvier 2019 puis une seconde tournée européenne de 20 villes. En France, le groupe passera par trois villes françaises, au Stade de France de Paris, au Matmut Atlantique de Bordeaux et au Stade Vélodrome de Marseille.

## Classements et certifications

### Classements hebdomadaires
En France, il s'agit du premier album du groupe qui ne se classe pas numéro 1 des ventes depuis Black Holes and Revelations en 2006. Il se classe en revanche pour la sixième fois premier au Royaume-Uni,,.
| Classement (2018)                  | Meilleure position |
| ---------------------------------- | ------------------ |
| Allemagne (Media Control AG)       | 4                  |
| Australie (ARIA)                   | 7                  |
| Autriche (Ö3 Austria Top 40)       | 3                  |
| Belgique (Flandre Ultratop)        | 2                  |
| Belgique (Wallonie Ultratop)       | 1                  |
| Canada (Canadian Albums)           | 3                  |
| Danemark (Tracklisten)             | 16                 |
| Écosse (OCC)                       | 1                  |
| Espagne (Promusicae)               | 4                  |
| États-Unis (Billboard 200)         | 12                 |
| Finlande (Suomen virallinen lista) | 3                  |
| France (SNEP)                      | 3                  |
| Italie (FIMI)                      | 2                  |
| Norvège (VG-lista)                 | 17                 |
| Nouvelle-Zélande (RIANZ)           | 4                  |
| Pays-Bas (Mega Album Top 100)      | 1                  |
| Portugal (AFP)                     | 2                  |
| Royaume-Uni (UK Albums Chart)      | 1                  |
| Suède (Sverigetopplistan)          | 17                 |
| Suisse (Schweizer Hitparade)       | 1                  |

### Certifications
| Région                                                                                                 | Certification | Ventes/Streams |
| --- | ------------- | -------------- |
| France (SNEP)                                                                                          | Platine       | 100 000*       |
| Royaume-Uni (BPI)                                                                                      | Or            | 100 000^       |
| *Ventes selon la certification ^Mise en rayon selon la certification xNon précisé par la certification |               |                |

## Composition du groupe

### Muse
- Matthew Bellamy – guitare, piano, synthétiseur, chant
- Dominic Howard – batterie, percussions
- Christopher Wolstenholme – guitare basse, piano, synthétiseur, chant

### Personnel additionnel[6]
- Tove Lo : chœurs sur Get Up and Fight
- David Campbell – chef d'orchestre
- Thomas Kirk – manager
- Mike Elizondo - Coproduction, clavier, batterie Keyboards, (Dig Down)
- Adam Hawkins - Ingénieur (Dig Down, Something Human)
- Adrian Bushby - Ingénieur assistant (Dig Down)
- Tommaso Colliva - Ingénieur additionnel (Something Human)
- Tom Bailey - Ingénieur additionnel (Something Human)
- Mark 'Spike' Stent - Mixage (Dig Down, Something Human)
- Michael Freeman - Mixage (Dig Down, Something Human)
- Ted Jensen - Montage (Dig Down)
- Rich Costey - Coproduction (Thought Contagion, Something Human), Montage (Thought Contagion), Ingénieur (Something Human)
- Chris Gehringer - Montage (Thought Contagion)
- Randy Merrill - Montage (Something Human)
- Noah Goldstein - Producteur additionnel (Something Human)
- Collin Willard, Dylan Neustadter, Sam Grubbs - Producteurs assistants (Thought Contagion)
- Brent Arrowood, John Prestage, Laurence Anslow, Phillip Broussard Jr.- Ingénieurs additionnels (Dig Down)
- Aleks Von Koff, Martin Cooke, Rob Bisel, Tyler Beans - Ingénieurs additionnels (Thought Contagion, Something Human)